# Guadalete

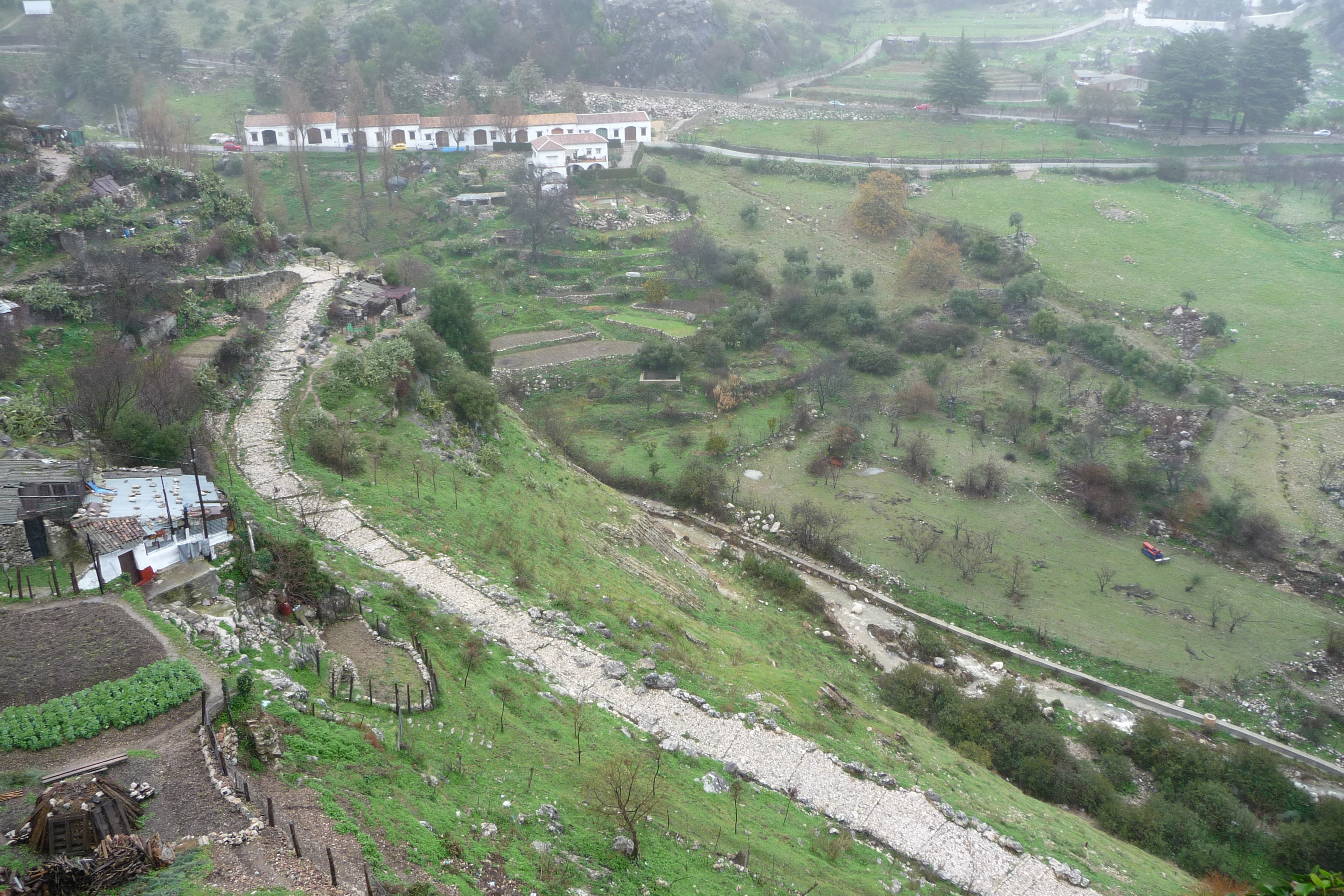
Floden Guadalete nära källan i Grazalema.

Guadalete (spanska: Río Guadalete) är en mindre flod i Andalusien, Spanien. Den rinner upp i naturparken Sierra de Grazalema och mynnar efter 169 km ut i Cádizviken. Vid floden stod i juli 711 Slaget vid Guadalete.